# イェスイ
イェスイ（也遂、也速）ないしイェスルン（Yesulun）（? - ?）は、モンゴル帝国の始祖チンギス・カンの皇妃。タタル部の出身。
『元史』后妃表は、イェスイを第３オルドの長としている。一方で『集史』「チンギス・ハン紀」后妃表では、５人の大ハトゥンの序列第３位にイェスルンを挙げている。イェスイについて、正史にこれ以上の記述はない。
イェスイの故事については、『元朝秘史』に記載されたいささか物語的なエピソードが全てである。『新元史』太祖也遂皇后伝も『元朝秘史』の記述をそのまま引き写したにすぎない。
イェスイは、タタル部のイェケ・チェレンの娘であった。1202年にチンギス・カンがタタル部を討滅した際、イェスイの妹のイェスゲンを略奪し、寵姫とした。イェスゲンはチンギス・カンに「可汗は我を人間らしく扱い、寵愛してくれている。我が姉のイェスイは我より美しい。最近結婚したが、どこかに流離しているだろう。」と申し出た。別の女を寵姫として薦める奇特な発言に対してチンギス・カンが「ではもしも汝より美しければ、汝は自分の地位を譲るか。」と問うと、イェスゲンは「譲る。」と答えた。興をそそられたチンギス・カンがイェスイを捜させると、イェスイは夫とともに森に逃げ込んでいた。チンギス・カンは夫を打ち払い、イェスイを奪った。イェスイが連れてこられると、イェスゲンは寵姫の座に姉を座らせ、自らは下座に退いた。しかし、チンギス・カンはこれを嘉し、イェスゲンも引き続きイェスイとともに寵愛した。
その後、チンギス・カンがイェスイとイェスゲンを傍に侍らせ、宴を行っていると、イェスイがしきりとため息をついていた。不審に思ったチンギス・カンが宴の参加者を部族に分かれて立たせてみると、一人の若者がどこの部族にも入らなかった。問いただすと「我はイェスイの夫であった者である。急襲され逃げたが、ほとぼりが冷めた今戻ってきた。多数の中で気づかれることはないと思った。」と答えた。チンギス・カンは「妻を奪われ敵意を持ってやってきた者だ。」として、若者をその場で誅殺した。
1218年のホラズム・シャー朝征討の際、チンギス・カンの身に不幸があった際に備え、あらかじめ後継者を指名するよう、チンギス・カンの家内を代表して発声した。
1226年の西夏征討の際、イェスイがチンギス・カンに伴った。征討の途上でチンギス・カンが病に陥った際、イェスイが諸将を呼び集めて善後策を協議させた。
チンギス・カンは結局そのまま没したが、イェスイは西夏の民を与えられた。